# Qu'Appelle
Qu'Appelle är en ort i Kanada.   Den ligger i provinsen Saskatchewan, i den sydöstra delen av landet, 2 200 km väster om huvudstaden Ottawa. Qu'Appelle ligger 648 meter över havet och antalet invånare är 668.
Terrängen runt Qu'Appelle är platt. Runt Qu'Appelle är det glesbefolkat, med 14 invånare per kvadratkilometer.. Närmaste större samhälle är Indian Head, 15,4 km öster om Qu'Appelle.
Trakten runt Qu'Appelle består till största delen av jordbruksmark.